# عباس ياس
عباس ياس (مواليد 3 يوليو 2003) هو لاعب كرة قدم عراقي محترف يشغل مركز الظهير الأيسر في صفوف نادي الميناء ضمن دوري نجوم العراق. كما يجيد اللعب في مركز الوسط الدفاعي وقلب الدفاع.

## مسيرته الكروية
بدأ عباس لعب كرة القدم في أكاديمية الميناء، وتمكن من تحقيق الفوز مع فريق الميناء تحت 16 سنة في دوري شباب أندية البصرة في مارس 2019.
في أغسطس 2019، تمت ترقية عباس للانضمام إلى الفريق الأول لنادي الميناء بعد أن اختاره المدرب فاليريو تيتسا. وفي 12 يوليو 2021، سجل هدفه الأول في دوري نجوم العراق ضد القوة الجوية ليساهم في فوز فريقه. بعد ذلك بأيام، في 18 يوليو 2021، سجل هدف التعادل في مباراة ضد نفط الوسط، منقذًا فريقه من الهزيمة. كما سجل هدف التعادل ضد نادي الكرخ في 11 ديسمبر 2021. وفي 9 سبتمبر 2022، جدد النادي عقده لموسم إضافي مع عدد من اللاعبين. وساهم مع فريقه في الفوز بالدوري العراقي الممتاز والتأهل إلى دوري نجوم العراق.
وفي أغسطس 2023، تم تمديد عقد عباس مع نادي الميناء، حيث أصبح لاعباً أساسياً ضمن تشكيلة الفريق في دوري نجوم العراق. وفي 6 أبريل 2024، سجل هدفاً بعيد المدى ضد نادي الكرخ في مباراة انتهت بخسارة الميناء بنتيجة 3-1. وفي أغسطس 2024 جدّد عقده موسمًا آخر.

## مسيرته الدولية
استُدعي عباس لتمثيل العراق لأول مرة في عام 2021، فقد اختاره المدرب ميروسلاف سوكوب ليكون جزءًا من التشكيلة المكونة من 23 لاعبًا في تصفيات بطولة آسيا تحت 23 سنة لكرة القدم 2022. ولعب ضمن التشكيلة الأساسية في المباريات وساهم في تأهل الفريق إلى بطولة كأس آسيا تحت 23 سنة 2022.

## أوسمة
الميناء
- الدوري العراقي الدرجة الأولى 2022–23

## وصلات خارجية
- Abbas Yas at Besoccer
- Abbas Yas at Forzafootball